# Султанова, Хокума Исмаил кызы
Хокума Исмаил кызы Султанова (азерб. Hökumə İsmayıl qızı Sultanova; декабрь 1909, Баку — 10 ноября 1981, Баку) — азербайджанский общественный и политический деятель. Заместитель председателя Совета Министров Азербайджанской ССР (1954—1958), начальник Управления изобразительных искусств при Совете Министров Азербайджанской ССР (1947—1951), руководитель Азербайджанского женского совета. Является одним из первых ученых в азербайджанской историографии, подготовивших и опубликовавших научные биографии азербайджанских женщин-революционеров, партийных и государственных деятелей, касающиеся их общественной и политической деятельности.

## Ранние годы и семья
Хокума Султанова родилась в 1909 году в Чёрном городе, недалеко от Баку, в семье рабочего. После смерти отца воспитывалась под опекой старшего брата, Касыма Исмаилова. Также была сестрой Ага Султанова, который был секретарем Центрального комитета Коммунистической партии Азербайджана, и Ягуба Султанова, одного из первых авиаторов Азербайджана.

## Карьера
После советизации Азербайджана посещала начальную и среднюю школы, занималась общественной деятельностью. В 1924 году вступила в ряды Ленинского комсомола. С 1928 по 1932 год работала заведующей отделом Центрального комитета Азербайджанского Ленинского коммунистического союза молодежи. Позже стала его секретарём. В 1930 году стала членом Коммунистической партии Советского Союза (КПСС).
В 1936 году окончила Институт марксизма-ленинизма. Впоследствии заняла должность заместителя директора культурно-просветительского отдела Центрального комитета Коммунистической партии Азербайджана, позже стала его директором. Также работала в Совете народных комиссаров Азербайджанской ССР.
23 июля 1938 года была арестована по приказу Специальной консультативной комиссии Народного комиссариата внутренних дел (НКВД) СССР по обвинению в связи с контрреволюционными националистическими организациями. 9 августа 1939 года её дело было пересмотрено, и она была освобождена за недостаточностью улик и отсутствием преступных элементов в ее действиях, согласно приказу Специальной консультативной комиссии НКВД СССР от 28 декабря 1939 года.
В последующие годы активно занималась журналистикой, работая редактором журналов «Худжум» и «Шарг гадыны». С 1941 по 1947 год являлась директором Государственного издательства Азербайджана. С 1947 по 1951 год занимала пост руководителя Управления изобразительных искусств при Совете министров Азербайджанской ССР. С 1952 по 1954 год была руководителем Главного управления печати (литография) Азербайджанской ССР при Совете министров Азербайджанской ССР. С 1954 года работала заместителем председателя Совета министров Азербайджанской ССР (первая женщина из Азербайджана, занимавшая эту должность).
С 1960 года до конца своей жизни Хокума Султанова работала в Институте истории партии при Центральном Комитете Коммунистической партии Азербайджана, а также возглавляла Женсовет Азербайджана. В этот период она исследовала вопросы, связанные с Коммунистической партией Азербайджана и женским движением в Азербайджане, и опубликовала ряд научных работ по этим темам. Кроме того, занималась организационной деятельностью, возглавляя Женсовет Азербайджана вместе с Центральным Комитетом Коммунистической партии Азербайджана и являясь членом редколлегии журнала «Азербайджан гадыны». Султанова написала несколько книг, включая «40 весен», «Счастливые женщины Советского Азербайджана», «Айнa Султанова», «Саадет» и «Джейран Байрамова». Её работа «Три сестры» осталась неопубликованной из-за смерти.
Хокума Султанова также работала педагогом; в течение многих лет она была профессором в Азербайджанском государственном педагогическом университете, Азербайджанской нефтяной академии и Академии государственного управления.
Султанова неоднократно избиралась членом Центрального и Бакинского комитетов Коммунистической партии Азербайджана, а также была депутатом Бакинского совета. Она была избрана депутатом Верховного Совета Азербайджанской ССР на 3-м и 4-м созывах. Султанова была награждена орденом Трудового Красного Знамени и орденом «Знак Почета», а также удостоена звания «Заслуженный работник культуры Азербайджанской ССР».
Хокума Султанова скончалась в ноябре 1981 года.